# Rogelio Melencio
Rogelio Melencio, également connu sous le nom de Tembong Melencio, né le 27 septembre 1939 et décédé en 1995, est un ancien joueur et entraîneur philippin de basket-ball.

## Palmarès
- Champion d'Asie 1967 et 1973